# Liste der Monuments historiques in Thoury-Férottes
Die Liste der Monuments historiques in Thoury-Férottes führt die Monuments historiques in der französischen Gemeinde Thoury-Férottes auf.

## Liste der Bauwerke
| Bezeichnung            | Beschreibung | Standort | Kennzeichnung | Schutzstatus | Datum | Bild           |
| ---------------------- | ------------ | -------- | ------------- | ------------ | ----- | -------------- |
| Menhir Pierre Cornoise | Neolithikum  | (Lage)   | PA00087297    | Classé       | 1889  | weitere Bilder |

## Liste der Objekte
Zum Verständnis siehe: Kirchenausstattung
| Bezeichnung                                   | Beschreibung                                                                                                 | Standort                                 | Kennzeichnung | Schutzstatus | Datum | Bild |
| --------------------------------------------- | --- | ---------------------------------------- | ------------- | ------------ | ----- | ---- |
| Retabel des nördlichen Seitenaltars           | Stein und Holz, 18. Jahrhundert                                                                              | in der Kirche St-Pierre-St-Blaise (Lage) | PM77002803    | Inscrit      | 1977  |      |
| Gemälde Christus übergibt Schlüssel an Petrus | 1769, signiert mit „Frater J. Ludovicus Deslignes“, rechts unten das Wappen des Stifters Pierre de La Flèche | in der Kirche St-Pierre-St-Blaise (Lage) | PM77001730    | Classé       | 1908  |      |
| Retabel des Hauptaltars                       | Holz, 1769                                                                                                   | in der Kirche St-Pierre-St-Blaise (Lage) | PM77001732    | Classé       | 1967  |      |
| Glocke                                        | Bronze, gegossen 1669                                                                                        | in der Kirche St-Pierre-St-Blaise (Lage) | PM77001731    | Classé       | 1942  |      |
| Grabplatte                                    | Stein, 1500                                                                                                  | in der Kirche St-Pierre-St-Blaise (Lage) | PM77001733    | Classé       | 1978  |      |
| Altarkreuz                                    | Bronze, 18./19. Jahrhundert                                                                                  | in der Kirche St-Pierre-St-Blaise (Lage) | PM77002802    | Inscrit      | 1977  |      |